# Mateo Escagedo Salmón
Mateo Escagedo Salmón (Maliaño, Cantabria, 21 de diciembre de 1880 – Santander, Cantabria, 29 de noviembre de 1934) fue un sacerdote, periodista, historiador y genealogista español.

## Biografía
Estudia en el Seminario de Monte Corbán, entre 1893 y su ordenación sacerdotal en septiembre de 1905. Empieza ejerciendo de cura en distintos pueblos de Cantabria :  Aldueso y Villapaderne,  La Revilla,  Caviedes y después como profesor en el Seminario de Monte Corbán y en la Colegiata de Santillana del Mar de la cual el papa Pío XI le concede el título de Abad Ad honorem en 1930.
Empezó colaborando en revistas sobre la historia cántabra publicando algunos artículos de historia en la revista Sotileza y El Diario Montañés, La Montaña, Historia y Genealogía Española, el Boletín de la Biblioteca Menéndez Pelayo y La Revista de Santander. En 1922 cronista oficial de la provincia de Santander. Su obra ejerció una gran influencia en la historiografía cántabra y el cantabrismo, destacando su labor de historiador medieval y moderno, así como sus trabajos genealógicos y heráldicos sobre todo a través le obra monumental Solares Montañeses que abarca una extensa genealogía de los linajes de Cantabria.